# Clytra atraphaxidis
Clytra atraphaxidis es un coleóptero de la familia Chrysomelidae. Fue descrita científicamente por primera vez en 1773 por Pallas.